# Olea subg. Olea
Pour des articles plus généraux, voir Oleaceae et Olea.
Olea
Sous-genre
Classification APG II (2003)
Olea est un sous-genre de plantes à fleurs appartenant au genre Olea et à la famille des Oleaceae. Le travail de révision de P.S. Green a réorganisé complètement la taxonomie du genre Olea, laquelle est reprise par des publications récentes.

## Description botanique

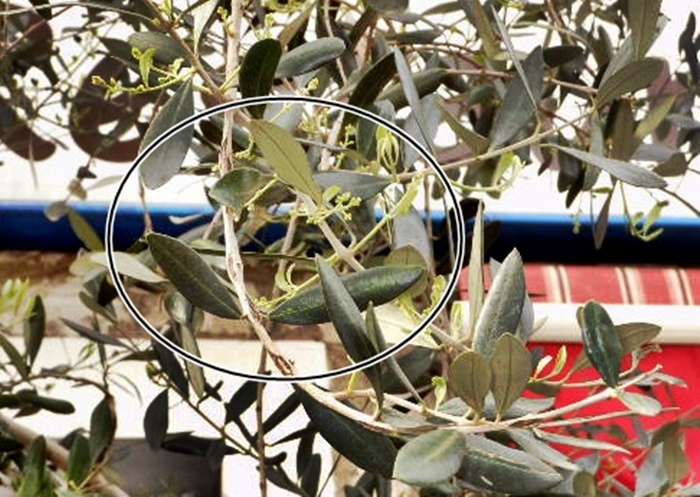
Olea europaea : inflorescence axillaire en grappe décussée (Montpellier, 1/5/2013).

### Appareil végétatif
Ce sont des arbres ou des buissons toujours verts. Les jeunes rameaux sont parsemés d'écailles peltées et autrement glabres et de section quadrangulaire. Les feuilles sont plus ou moins coriaces, densément recouvertes ou parsemées d'écailles peltées, ayant une marge entière.

### Appareil reproducteur
Les inflorescences sont axillaires ou terminales, en cymes paniculées ou en grappes décussées. Les fleurs sont hermaphrodites ou andro-monoïques. Le calice est petit, quadrilobé à lobes courts, en gros triangulaire. La corolle est blanche ou crème pâle formant un tube court à quatre lobes valvés ou parfois imbriqués, plus ou moins réfléchis à l'anthèse. Il y a deux étamines les anthères sont ellipsoïdes avec des filets courts attachés sur le haut du tube de la corolle et insérés sur l'anthère, dorsalement, à la moitié, réfléchis à l'anthèse. L'ovaire est en forme de bouteille ou conoïde, le style est court, le stigmate est bifide.
Le fruit est une drupe avec un mésocarpe plus ou moins mince ou charnu.

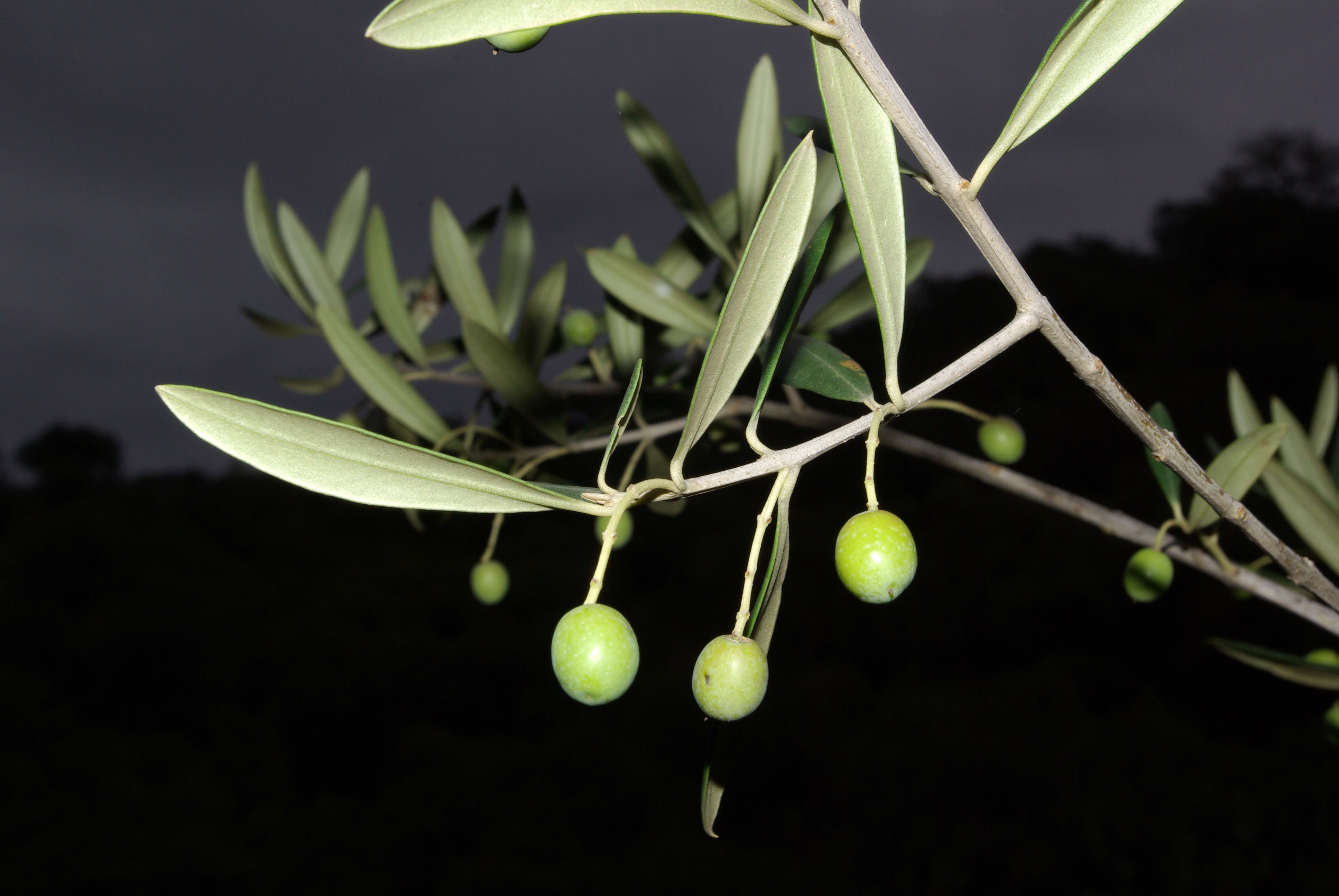
Olea europaea : fruits.

## Taxonomie
Le sous-genre Olea est à son tour divisé en deux sections :
- la section Olea,
- la section Ligustroides.